# Flávio Amado

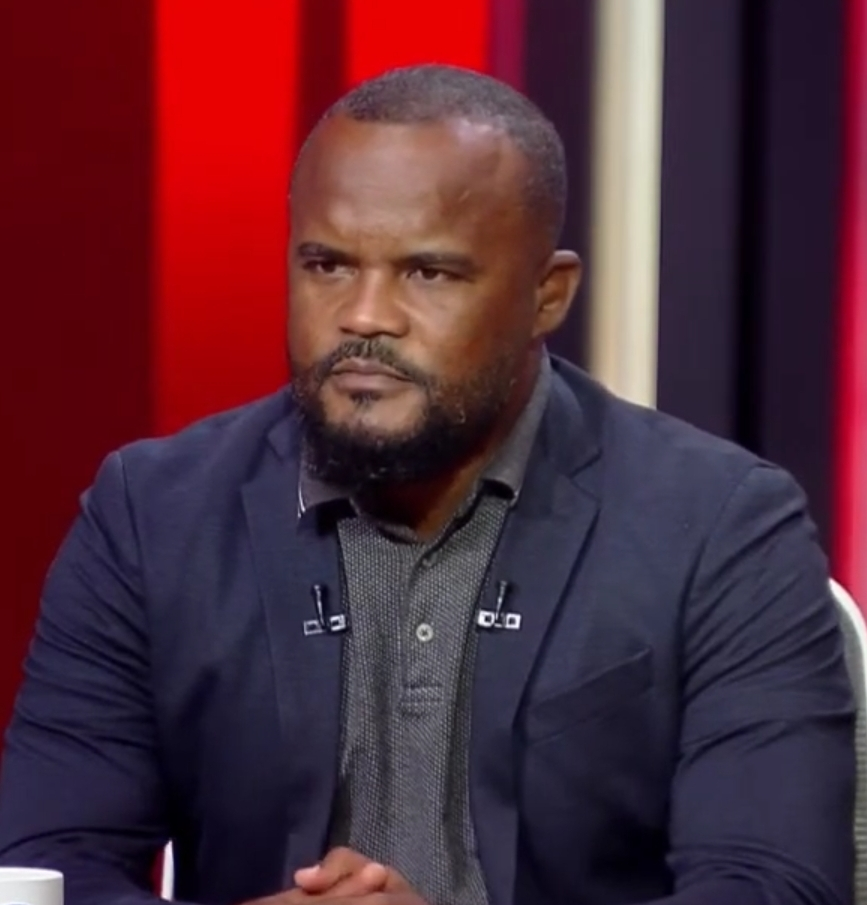
Flávio Amado

Flávio Amado da Silva (Luanda, 30 december 1979), voetbalnaam Flávio, is een Angolees voormalig profvoetballer. Hij speelt sinds 2005 als aanvaller bij het Egyptische Al-Ahly. Op 1 januari 2014 besloot hij zijn schoenen aan de haak te slaan en ging hij met pensioen.

## Clubvoetbal
Van 2000 tot 2005 speelde Flávio bij Petro Atlético. Bij deze club won hij onder meer twee landstitels (2000, 2001) en twee nationale bekers (2000, 2002). In 2005 werd Flávio gecontracteerd door Al-Ahly. Met deze club veroverde de Angolees in 2005 en 2006 zowel de Egyptische landstitel als de CAF Champions League. Als kampioen van Afrika plaatste Al-Ahly zich beide keren voor het WK voor clubs. In 2005 kwam de Egyptische club niet verder dan de zesde plaats, in 2006 verliep het toernooi een stuk beter. Flávio was samen met de Egytenaar Mohamed Abo Treka de grote uitblinker bij Al-Ahly. De Angolees zorgde er met een doelpunt voor dat zijn club de halve finale bereikte ten koste van Auckland City FC (2-0). In de halve finale werd met 2-1 verloren van het Braziliaanse SC Internacional en Flávio maakte het enige doelpunt voor Al-Ahly. In de troostfinale tegen het Mexicaanse Club América werd met 2-1 gewonnen, waardoor Flávio met Al-Ahly op de derde plaats eindigde.

## Nationaal elftal
Flávio is sinds 2000 international van Angola. Hij was speler van het Angolese team dat zich in 2005 voor het eerst in de geschiedenis plaatste voor een Wereldbeker. Op de African Cup of Nations 2006 was de aanvaller driemaal trefzeker. Hij maakte de enige treffer in de wedstrijd tegen Kameroen (3-1) en twee doelpunten tegen Togo. Desondanks waren Flávio en Angola al na de groepsronde uitgeschakeld. Op het WK 2006 maakte Flávio tegen Iran het eerste Angolese doelpunt ooit op een WK. Het was tevens de voorsprong in dit duel dat in 1-1 eindigde en het enige doelpunt van zijn land op dit toernooi.

## Statistieken
| Seizoen                                         | Club                      | Competitie         | Wedst | Goals |
| ----------------------------------------------- | ------------------------- | ------------------ | ----- | ----- |
| 1999/00                                         | Atlético Petróleos Luanda | Girabola           | 12    | 5     |
| 2000/01                                         | Atlético Petróleos Luanda | Girabola           | 22    | 13    |
| 2001/02                                         | Atlético Petróleos Luanda | Girabola           | 25    | 14    |
| 2002/03                                         | Atlético Petróleos Luanda | Girabola           | 24    | 11    |
| 2003/04                                         | Atlético Petróleos Luanda | Girabola           | 23    | 13    |
| 2004/05                                         | Atlético Petróleos Luanda | Girabola           | 24    | 10    |
| 2005/06                                         | Atlético Petróleos Luanda | Girabola           | 21    | 13    |
| 2005/06                                         | Al-Ahly                   | Premier League     | 14    | 8     |
| 2006/07                                         | Al-Ahly                   | Premier League     | 28    | 17    |
| 2007/08                                         | Al-Ahly                   | Premier League     | 30    | 15    |
| 2008/09                                         | Al-Ahly                   | Premier League     | 28    | 12    |
| 2009/11                                         | Al Shabab                 | Premier League     | 16    | 8     |
| 2011/12                                         | Lierse SK                 | Jupiler Pro League | 5     | 1     |
| Totaal                                          | Totaal                    | Totaal             | 329   | 146   |
| Tabel voor het laatst bijgewerkt op 03-03-2012. |                           |                    |       |       |

## Persoonlijke prijzen
In 2001 werd Flávio, destijds nog spelend bij Petro Atlético, verkozen tot beste speler van de CAF Champions League.